# Fabrizia Pons
Pour les articles homonymes, voir Pons.

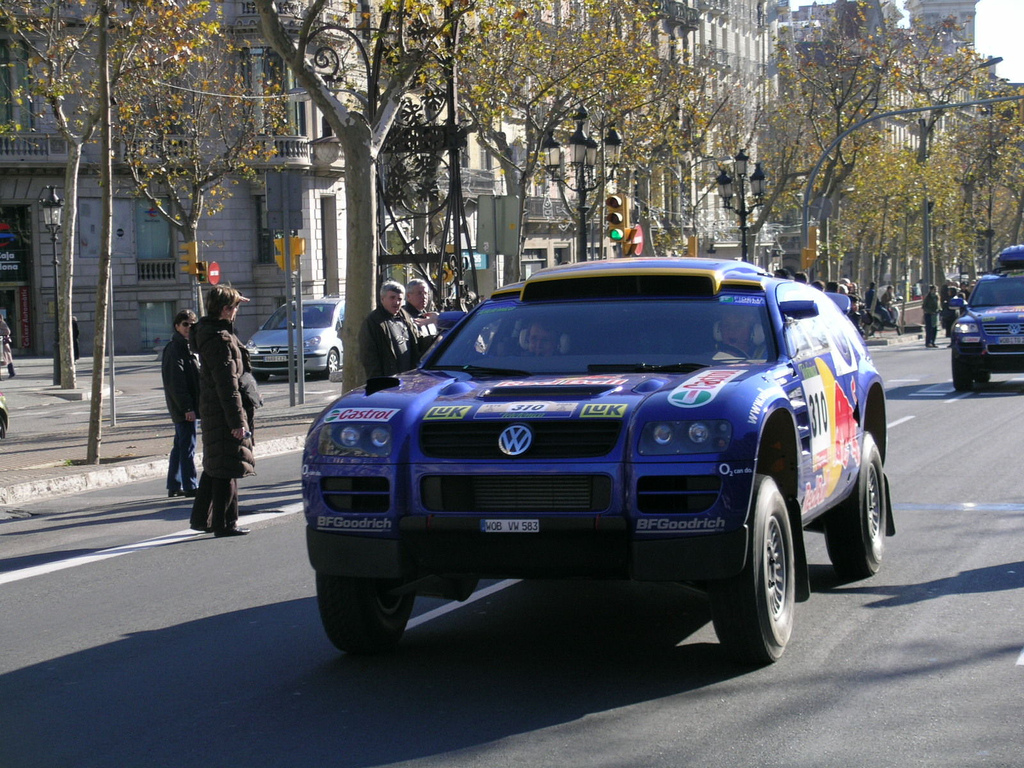
Le VW Touareg de Jutta Kleinschmidt et Fabrizia Pons, en partance de Barcelone lors du rallye Dakar 2005.

Fabrizia Pons (née le 26 juin 1955 à Turin) est une pilote et copilote de rallyes italienne, ayant cessé officiellement les compétitions en mai 2008, après une ultime course au Dunlop Classic Otago Rally de Dunedin en Nouvelle-Zélande avec Michèle Mouton sur Ford Escort RS.

## Biographie
Ancienne ballerine et pilote de motocross, Fabrizia Pons est la seule femme à avoir obtenu des points au Championnat du monde des rallyes WRC tant comme pilote que comme copilote, un seul homme ayant également accompli cette performance.
Pour sa première année de navigation en 1979, elle remporta déjà la Mitropa Cup, au côté de Luigi Lucky Battistolli, sur Fiat 131 Abarth, et gagna notamment le rallye ÖASC (Autriche), comptant aussi pour le championnat d'Europe. Elle termina aussi seconde du rallye Costa Smeralda. Elle passa encore l'année 1980 avec Battistolli.
De 1981 à 1984 elle est la navigatrice de Michèle Mouton (Audi Quattro), puis en 1994 de Piero Longhi (Toyota Celica Turbo 4WD), mais aussi d'Ari Vatanen en 1994 (Ford Escort MK5), 1996, en Suède (Ford Escort Cosworth) et 1998, au RAC (Subaru Impreza), et de Piero Liatti (Subaru Impreza) de 1996 à 1998.
Elle a participé à 64 rallyes du WRC comme copilote de 1979 à 1998, obtenant 5 victoires pour 18 podiums.
En 1983, elle a également remporté le Rallye Press on Regardless avec Hannu Mikkola sur l'Audi Quattro Sport (épreuve du SCCA -Sports Car Club of America- PRO Rally national américain).
Elle a par ailleurs, aussi, été aux côtés d'Ari Vatanen lors de 3 épreuves de rallyes-raids en 1995 (1er aux Rallyes de l'Atlas et du Portugal (Baja 1000), 3es en Tunisie, le tout sur Citroën ZX Rallye-Raid) et du Rallye Paris-Dakar en 2007 sur VW Touareg, ainsi que de Jutta Kleinschmidt en épreuves de rallyes-raids lors des années 2003 à 2006 sur Volkswagen Race Touareg (dont quatre Paris-Dakar, terminant 3e de l'épreuve en 2005, 8e en 2003, et 17e en 2004).
Les 9 à 16 octobre 2010, sur Porsche 911 2.7 RS, le duo Mouton / Pons récidiva exceptionnellement une nouvelle fois, au Rallye International du Maroc.
En 2013, elle participe au rallye d'Otago (Nouvelle-Zélande) avec Miki Biasion sur Porsche 911 RS (19e).

## Titre
- Championne d'Europe des copilotes "Historic" de Catégorie 4: 2014 (avec Lucky -Luigi Battistolli-, sur Lancia Rally 037)

(3 victoires: Acropole, Saint-Marin, et Alpi Orientali);

## Palmarès en WRC
- Vice-championne du monde en 1982.

### Pilote
- 9e du Rallye Sanremo en 1978.

### Copilote
(17 podiums)
- 1981: Rallye Sanremo;
- 1982: Rallye du Portugal;
- 1982: Rallye de l'Acropole;
- 1982: Rallye du Brésil;
- 1997: Rallye Monte-Carlo;

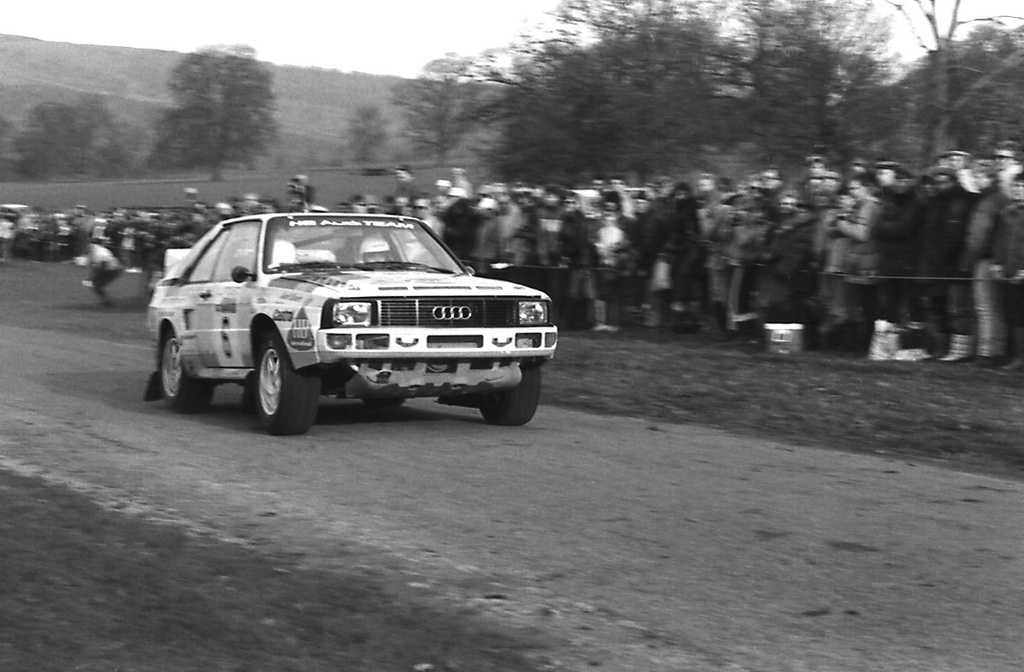
L'Audi Quattro de Michèle Mouton et Fabrizia Pons au RAC Rally en 1984.

  - 2e du rallye de Grande-Bretagne en 1982;
  - 2e du rallye du Portugal en 1983;
  - 2e du rallye de Suède en 1984;
  - 2e du rallye de Catalogne en 1996;
  - 2e du rallye d'Indonésie en 1996;
  - 2e du rallye Sanremo en 1997;
  - 2e du rallye de Catalogne en 1997;
  - 2e du rallye Sanremo en 1998;
  - 3e du rallye d'Argentine en 1983;
  - 3e du rallye du Kenya en 1983;
  - 3e du rallye d'Argentine en 1994;
  - 3e du Tour de Corse en 1998.

(nb: il est à noter que plusieurs femmes se sont illustrées en WRC comme copilotes, à l'image de la Française Michèle Espinosi-Petit (Biche) (2 victoires), de la Suédoise Elizabeth Nyström (épouse de Ove Andersson), ou de la Vénézuélienne Ana Goñi)

### Autres victoires notables
- Rallye ÖASC (en ERC): 1979 (avec L. Battistolli) (Autriche);
- Rallye des 1000 milles (en ERC): 1994 (avec Piero Longhi);
- Rallye del Ciocco e Valle del Serchio (en championnat d'Italie): 1994 (avec P. Longhi);
- Rallye international Pirelli (en championnat d'Angleterre): 1995 (avec Ari Vatanen, sur Ford Escort Cosworth);
- Rallye de Madère (en ERC): 1997 (avec Piero Liatti);
- Rallye della Lana (en ERC): 2000 (avec P. Liatti);
- Ronde Valtiberina (Italie): 2012 (avec le Néo-Zélandais Hayden Paddon, sur Mitsubishi Lancer Evo X).

(nb: aussi 2e du rallye Costa Smeralda en 1979 (avec Battistolli) et 1994 (avec P. Longhi), 2e du rallye Hong Kong - Pékin en 1995 en APRC (avec A.Vatanen sur Mitsubishi Lancer Evo III - abandon l'année suivante avec Liatti), et encore 2e du rallye d'Indonésie en 1996 toujours en APRC (avec P.Liatti sur Subaru Impreza 555; en rallye-raid elle finit 2e de la Baja Portalegre 500 en 2005 avec Jutta Kleinschmid sur Volkswagen Touareg)

## Dans la culture populaire
Elle est incarnée par Rebecca Busi dans le film Race for Glory: Audi vs. Lancia (2024) de Stefano Mordini, qui revient sur la rivalité entre Audi et Lancia durant le championnat du monde des rallyes 1983.